# Yusneysi Santiusti
Yusneysi « Santi » Santiusti Caballero (née le 24 décembre 1984 à Cuba) est une athlète italienne, spécialiste du 800 m.

## Carrière
Elle vit à Padoue en Italie depuis 2010 et a été naturalisée italienne en 2015. Elle est autorisée à représenter l'Italie depuis le 3 mars 2016. Elle mesure 1,66 m pour 60 kg et fait partie du club Cus Pise Atletica Cascina.
Pour Cuba, elle remporte les Panaméricains juniors sur 800 et 1 500 m en 2003. Elle termine 7e des Universiades de 2005, puis médaillée de bronze des Championnats d'Amérique centrale et des Caraïbes en 2005. Elle est championne d'Italie en 2016, après avoir atteint le minima pour les Jeux olympiques de Rio lors du meeting de Montreuil où elle termine 3e, en 2 min 0 s 48.
Le 7 juillet 2016, pour sa première sélection en équipe nationale, elle se qualifie pour la finale du 800 m des Championnats d'Europe à Amsterdam.
Sur 800 m, son record personnel est de 1 min 58 s 53 obtenu le 27 mai 2012 à Hengelo.

## Palmarès
| Date | Compétition                       | Lieu      | Résultat | Épreuve | Temps         |
| ---- | --------------------------------- | --------- | -------- | ------- | ------------- |
| 2016 | Championnats d'Europe             | Amsterdam | 5e       | 800 m   | 2 min 0 s 53  |
| 2017 | Championnats d'Europe par équipes | Lille     | 2e       | 800 m   | 2 min 3 s 56  |
| 2017 | Championnats d'Europe par équipes | Lille     | 10e      | 1 500 m | 4 min 19 s 59 |
| 2018 | Jeux méditerranéens               | Tarragone | 5e       | 800 m   | 2 min 4 s 24  |

## Records
| Épreuve    | Épreuve      | Performance   | Lieu    | Date        |
| ---------- | ------------ | ------------- | ------- | ----------- |
| 800 mètres | En plein air | 1 min 58 s 53 | Hengelo | 27 mai 2012 |